# Taggmakrill
Taggmakrill (Trachurus trachurus) är en fisk i familjen taggmakrillfiskar i ordningen abborrartade fiskar.

## Utseende
Taggmakrillen påminner till kroppsformen om makrillen, men är mera ihoptryckt, samt har en sidolinje som består av stora, skivlika, kölade fjäll, som är försedda med en bakåt riktad tagg. Färgen är silverskiftände, och på gällocket finns en svart fläck. Längden är upp till 70 cm och vikten till 2 kg.

## Vanor
Taggmakrillen är en pelagisk stimfisk, som lever av djurplankton, kräftdjur, bläckfisk och småfiskar. Den lever vanligtvis på 100 till 200 meters djup, men kan gå ner till över 1 000 meter, Under vintern söker den sig närmare botten, och kan också ta bottenlevande djur.

### Fortplantning
Det västliga beståndet (från Biscayabukten till Irland) leker under tidig vår, medan beståndet i Nordsjön vandrar till centrala Nordsjön, Skagerack och Kattegatt där de leker under sommaren. Leken sker i grupp, under vilken de deltagande individerna avger ägg och mjölke samtidigt. Honan kan lägga upp till omkring 140 000 ägg. Både äggen och ynglen är pelagiska. Ynglen brukar leva under skivan av den röda brännmaneten, där de får skydd mot fiender.

## Utbredning
Den förekommer från norra Norge och södra Island söderut via Brittiska öarna, Europas atlantkust, Medelhavet med Svarta havet och längs Afrika ner till Sydafrika. Den går även in i Östersjön fram till Bornholm.

## Kommersiell användning
Taggmakrillen är en populär matfisk i Sydeuropa. Längre norrut tas den främst som industrifisk.

## Andra namn
Taggmakrillen kallas också hästemakrill, makrillstör, piggmakrill, sillekung, silverfisk, skrej, staggsill, staksill och taggsill.